# 新郷瀬川

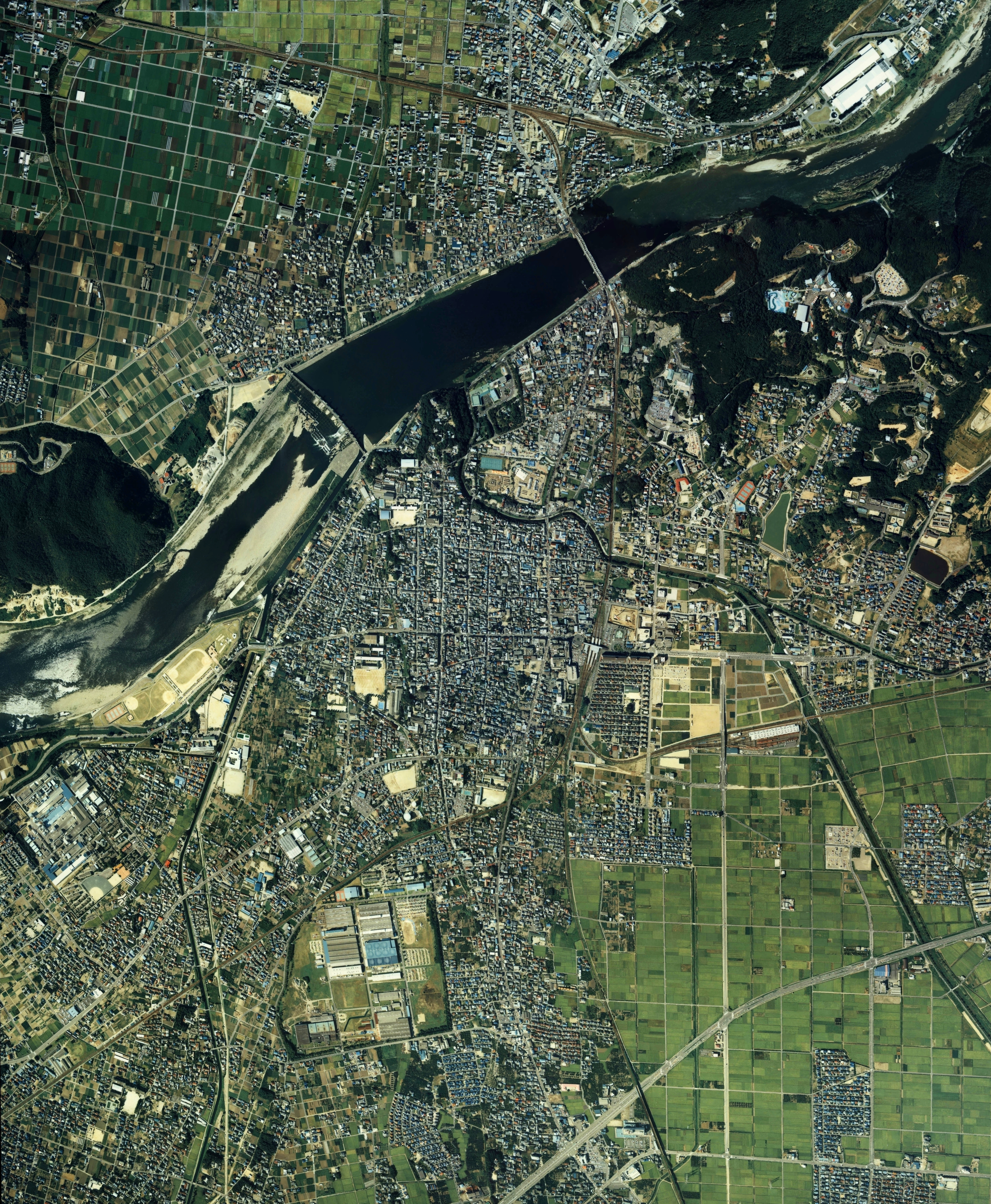
木曽川の犬山頭首工付近の航空写真。犬山頭首工のやや上流で合流するのが郷瀬川で、郷瀬川から南に分岐するのが新郷瀬川。

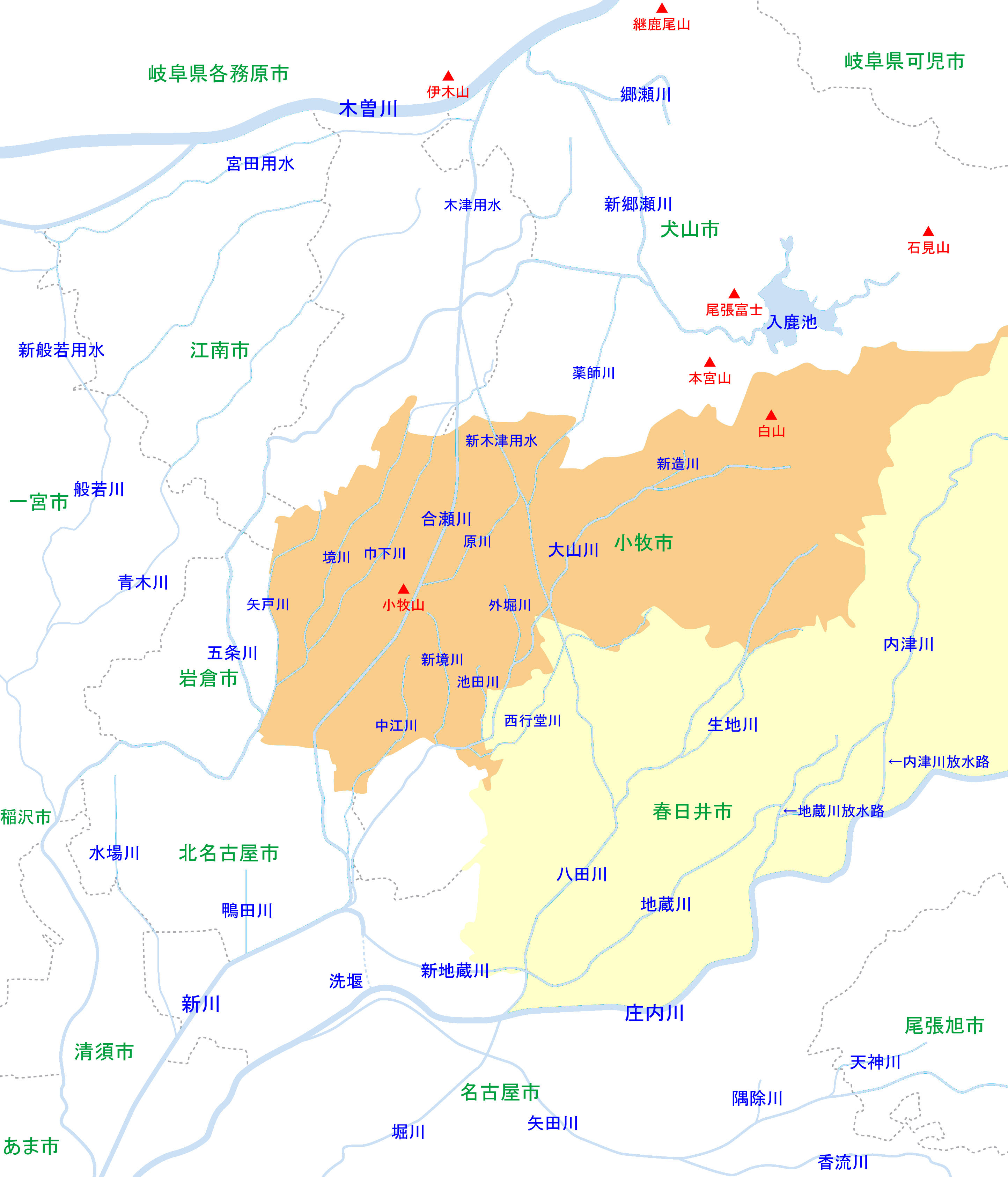
小牧市・春日井市周辺河川の位置関係図

新郷瀬川（しんごうせがわ）は、木曽川水系の一級河川。愛知県犬山市を流れる。郷瀬川を経て木曽川に合流する2次支川。

## 地理
入鹿池から流れてきた五条川を水源とし、犬山市羽黒水井戸付近で五条川から分岐して、犬山市松本町付近で郷瀬川に合流する。河川区間としては前述のとおりだが、新郷瀬川は入鹿池からの洪水を郷瀬川を通じて木曽川に流すことを目的として建造された人工河川であり、五条川からの分岐点は新郷瀬川側が直線的となっており、資料によっては分岐点より上流側を新郷瀬川としているものも存在する。
新郷瀬川の川沿いは桜並木となっており、治水を進めながら保全・再生する計画が進められている。

## 歴史
新郷瀬川が入鹿池の放水路として整備されるのは1944年（昭和19年）であるが、それ以前の郷瀬川は現在の合瀬川へと流れて庄内川水系新川へと合流していた。1886年（明治19年）に郷瀬川が木曽川へと付け替えられると、続いて新郷瀬川の整備が進められた。

## 主な橋
- 神子森橋（愛知県道186号御嵩犬山線）
- 新塔野地橋（愛知県道64号一宮犬山線）
- 西町橋（愛知県道191号長洞犬山線）
- 富士橋（愛知県道16号多治見犬山線）